# Lipicanec
Lipicánec (hrvaško Lipicanac, češko Lipicán, madžarsko Lipicai, italijansko Lipizzano, nemško Lipizzaner) je slovenska avtohtona pasma, vzrejena v Lipici. Pasma je bila osnovana v letu 1580 na slovenskem Krasu, v takratni Habsburški monarhiji, kar Lipico uvršča v najstarejšo, še vedno operativno konjušnico. Konjušnica je tesno povezana s špansko šolo jahanja na Dunaju v Avstriji, kjer izvajajo haute école in razne druge jahalne tehnike. Konji v španski šoli jahanja so trenirani s tradicionalnimi metodami, ki segajo stoletja v preteklost. Lipicanec je eden od slovenskih simbolov, upodobljen je na slovenskem evro kovancu za 20 centov.

## Značilnosti pasme
Žrebci so visoki (viher) 155-158 cm, kobile 153-158 cm, glava je srednje velika, suha, zmerno konveksnega profila. Oči so velike, temne, živahnega pogleda, ušesa srednje velika in velike nozdrvi. Vrat je srednje dolg, visoko nasajen, usločen in dobro omišičen. Telo je dolgo in široko, noge so čvrste in suhe.
Lipicanec ima živahen temperament, je dobro učljiv, primeren za izvajanje klasičnih dresurnih elementov in tudi za vse oblike konjeniškega udejstvovanja pod sedlom in v vpregi. Pasma je dobro plodna, dolgoživa, dobro izkorišča krmo.

### Barva lipicancev
Lipicanci se žrebijo temne barve in s starostjo po večini osivijo do skoraj povsem bele barve. Do pred 200 leti so bili lahko tudi črni, rjavi, z belimi lisami, nakar so začeli odbirati živali, ki so se rodile temne (najpogosteje črne barve) in ki so s staranjem osivele. To sivenje ali depigmentacija je tako močno, da so v starosti med pet in sedem let konji beli.
Povzročanje sivenja s starostjo je avtosomalno dominantna lastnost, ki jo povzroča delovanje gena sintaksin-17 (STX17) na 25. kromosomu. Osivelost povzroča 4,6 kb dolga duplikacija v 6. intronu tega gena. Duplikacija deluje cis-regulatorno (pomeni da vpliva na sosednje gene) in je povezana z visokim deležem pojavljanja melanomov, vpliva na hitro izgubo pigmentacije v melanocitih. Konji, ki jih ne uvrščamo med sivce, so homozigotno recesivni, torej gg. Sivci imajo vsaj en dominantni alel G. Tradicionalno ima čreda v Lipici vedno enega črnega lipicanca (gg).

## Zgodovina Lipice
Kobilarno je ustanovil avstrijski nadvojvoda Karel, takratni regent Štajerske, Koroške, Kranjske, Istre in Trsta.  V kobilarni je želel vzrediti dovolj elegantnih (baročnih), voznih in jahalnih konj za konjušnice v Gradcu, kjer je imel svojo rezidenco. Leta 1578 je za lokacijo izbral zapuščeni letni dvorec tržaškega škofa v Lipici. Pogodbo o prevzemu posesti je podpisal 19. maja 1580, leta 1594 je kobilarna odkupila še bližnje posestvo Jurija Božiča, kjer je danes igrišče za golf. Poimenovanje Lipica in lipicanec sta povezani z zgodbo o lipi, drevesu, ki ga na Krasu pogosto srečamo. V sredini 14. stoletja je bil na obmpčju sedanje kobilarne v bližini vasi Lokev priljubljen vinotoč, pred katerim je bila majhna lipa, zato se mu je reklo »Pr' lipci «. Ta mala lipa naj bi dala ime tudi takratni naselbini oziroma posesti tržaških škofov.
V Lipici so zgradili hleve in stanovanjske stavbe ter uredili travnike in pašnike. V ta namen so navažali zemljo iz številnih kraških dolin, zato Lipico še dandanes imenujejo »zelena oaza na kamnitem Krasu«. Nato so začeli še pogozdovat. Vse to je bilo približno urejeno v petih letih, ker je že v letu 1585 prvi upravnik kobilarne, Slovenec Franc Jurko, nadvojvodi sporočil, da je zagotovljen nadaljnji in nemoten obstoj kobilarne. Prve španske konje (24 plemenskih kobil in 6 plemenskih žrebcev) so kupili že v letu 1581. Do večjega vpliva je prišel v letu 1701 kupljeni žrebec Cordova. Kupovali so še nemške konje, najbolj znan je bil žrebec Lipp, pa tudi danske, največ v kraljevi kobilarni Frederiksborg. Leta 1816 se je čredi priključil arabski žrebec Siglavy. Po ukazu cesarja Franca II. so uvedli še nekaj pretežno arabskih plemenskih konj.
Celotna čreda iz Lipice se je med napoleonskimi vojnami začasno preselila v madžarski Székesfehérvar (22. marec 1797 – 17. oktober 1797) in v Peczko blizu Mezőhegyesa (27. julij 1809 – 1815). Med prvo svetovno vojno so čredo preselili v Laxenburg pri Dunaju, žrebeta pa v češki Kladruby, evakuacija črede je bila zaključena 29. maja 1915. Po vojni so vsa žrebeta ostala na Češkem, medtem ko so ostalo čredo (109 konj) vrnili v tedaj italijansko Lipico.
Najhujši udarec pa je Lipici prizadela druga svetovna vojna. Po kapitulaciji Italije so jo zasedli Nemci in 12. oktobra 1943 preselili vseh 179 konj v češki Hostinec. Tu so bili tudi konji iz avstrijske kobilarne Piber, iz nekdanje jugoslovanske dvorne lipicanske kobilarne Demir Kapija, iz nekdanje jugoslovanske arabske kobilarne Dušanovo pri Skopju in poljske kobilarne Janow. Ob koncu vojne je ameriški general Patton sprožil reševalno akcijo in zavaroval čredo pred napredujočo rdečo armado (po dogodkih je posnet Disneyjev film Čudež belih žrebcev iz leta 1963). Američani so del konj in ves arhiv predali Italiji, precej konj je šlo v Piber, ki je obnovil in razširil svojo rejo. Lipica, ki je pripadala Jugoslaviji, pa je šele v letu 1947 dobila vsega 11 konj, vendar se jim je v več kot tridesetletnem delu posrečilo kobilarno v celoti obnoviti. Danes ima v svojih hlevih spet predstavnike šestih izvirnih linij žrebcev (najmanj po 4 na linijo) in šestnajst klasičnih rodov kobil (najmanj po 3 vsakega rodu).
Danes vzreja lipicancev poteka v kobilarnah v Sloveniji, Avstriji, Italiji, Romuniji, Hrvaški, na Češkem, Slovaškem, Madžarskem, v manjšem obsegu tudi drugod po svetu.

## Linije žrebcev
Danes je zastopanih šest originalnih krvnih linij lipicanca, ki so bile oblikovane v Lipici. Začetniki današnjih linij žrebcev so:
- Pluto - originalni danski žrebec, sivec, rojen leta 1765 v kobilarni Frederiksborg
- Neapolitano - originalni napolitanski žrebec, rjavec, rojen leta 1790
- Conversano - originalni napolitanski žrebec, vranec, rojen leta 1767
- Maestoso - sivec, rojen leta 1773 v kobilarni Kladruby
- Favory - plavkasti rjavec, rojen leta 1779 v kobilarni Kladruby
- Siglavy - sivec, originalni arabec, rojen leta 1810

Poleg šestih klasičnih linij lipicanca, oblikovanih v Lipici, poznamo še dve, in sicer hrvaško linijo Tulipan in madžarsko Incitato. V Lipici ti dve liniji nista zastopani.

## Rodovi kobil
Enak pomen kot oblikovanju linij žrebcev so v Lipici dali tudi oblikovanju rodov kobil. Oblikovanih je bilo 18 rodov kobil, od katerih je v Lipici zastopanih 16.
- Sardinia (Sardinia, 1776, Lipica)
- Spadiglia (Spadiglia, 1778, Lipica)
- Argentina (Argentina 1767, Lipica)
- Africa (Africa, leta 1747, Kladruby)
- Almerina (Almerina, 1769, Kladruby)
- Presciana/Bradamanta (Presciana, 1782/1777, Kladruby)
- Englanderia (Englanderia, 1773, Kladruby)
- Europa (Europa, 1774, Kladruby)
- Stornella/Fistula (Stornella/Fistula, 1771, Kopčani)
- Ivanka/Famosa (Ivanka/Famosa, 1754/1773, Kopčani)
- Deflorata (Deflorata, 1767, Frederiksborg)
- Gidrana (Gidrane, 1841, Lipica)
- Djebrin (100 Generale Junior, 1824, Babolna)
- Mercurio (60 Freies Gestuet, 1806, Radautz)
- Theodorosta (Theodorosta, 1870, Bukovina)
- Rebecca/Thais (Rebecca, Višnjevci), oblikovan po letu 1947

V Lipici nista zastopana rodova Capriola (Capriola, 1785 Kladruby) in Rava (Rava, 1755, Kladruby).